# Château de Massignac (Alloue)
Ne pas confondre avec le château des Étangs, à Massignac, à l'est du département.
Le château de Massignac est situé sur la commune d'Alloue, en Charente.

## Localisation
Le château de Massignac est situé au sud d'Alloue et surplombe la haute vallée de la Charente.

## Historique
Le château de Massignac  a appartenu au XVe siècle à la famille Tizon, puis au XVIe siècle aux Barbarin, pour passer ensuite à la famille Regnaud (ou Régnaud), puis par mariage, à la famille Guyot (ou Guiot) au XVIIIe siècle. Il a été vendu comme bien national à la Révolution.
Il a été très remanié au XIXe siècle.

## Architecture
C'est un bâtiment rectangulaire flanqué de deux grosses tours d'angle rondes découronnées, faisant face à la vallée. Ces tours d'angles circulaires sont carrées à l'intérieur, munies de plusieurs archères canonnières.
Il est organisé en deux grandes pièces séparées par un large couloir. Ses fenêtres à encadrement et appui moulurés sont d'un château du XVe siècle. 
Il a été remanié en 1861 avec installation d'un escalier et c'est sans doute à cette occasion que la tour d'escalier a été détruite et des ouvertures percées.